# Milliarde

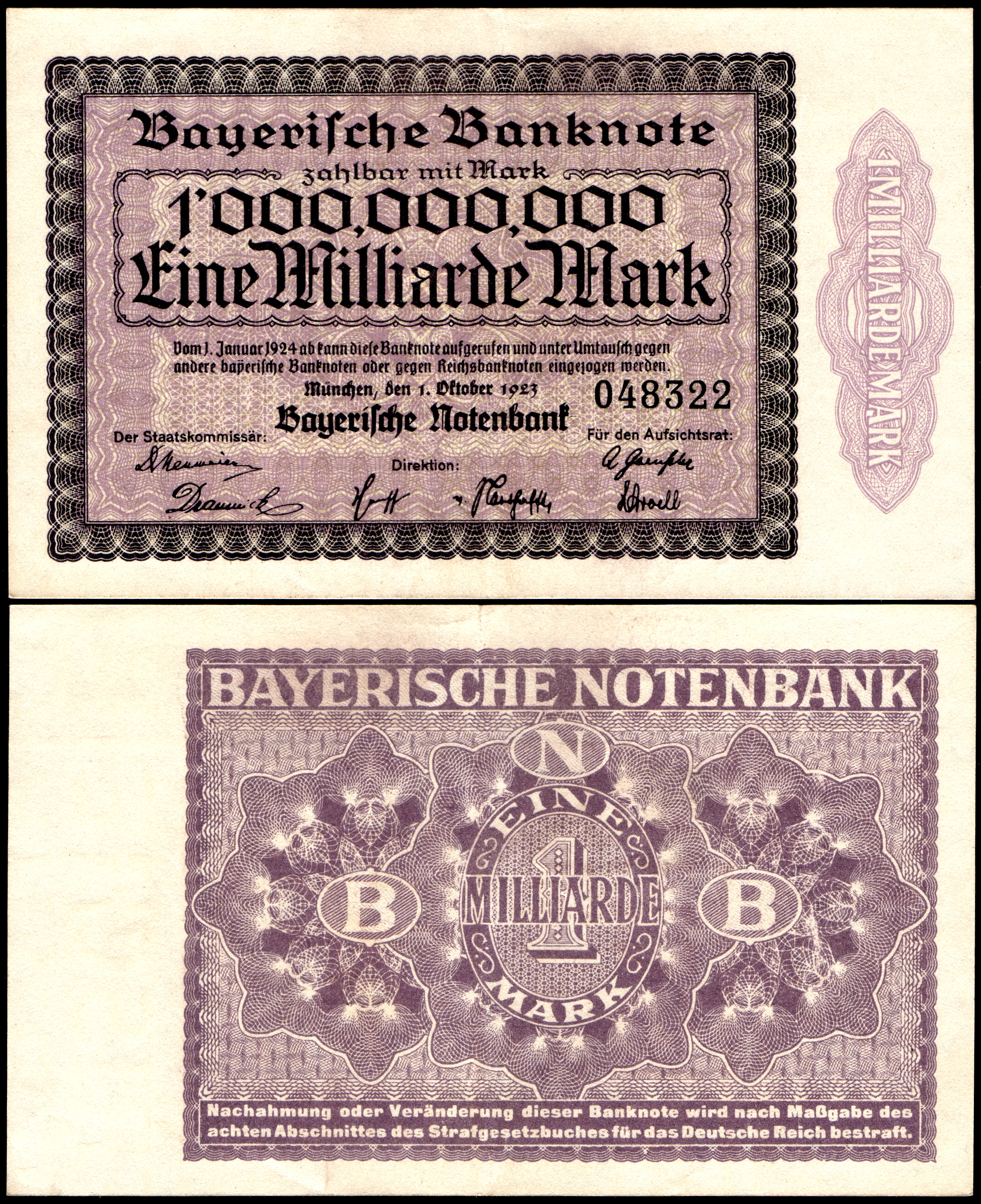
Notgeldschein: eine Milliarde Mark, ausgestellt von der Bayerischen Notenbank (1923)

Das Wort Milliarde (Abkürzung: Mrd., Md. und Mia.) ist das Zahlwort für die natürliche Zahl 1.000.000.000 = 109. Eine Milliarde ist gleich tausend Millionen. Das Wort geht auf Französisch milliard zurück und stammt wie auch Million letztlich von lateinisch mille „tausend“ ab. Im Gegensatz zu den kleingeschriebenen Zahlwörtern wie hundert und tausend ist Milliarde ein Substantiv und wird großgeschrieben. Sein Gebrauch im Sinne von tausend Millionen ist im Deutschen erst seit den Kriegsentschädigungszahlungen Frankreichs an das Deutsche Kaiserreich 1870/1871 geläufig.

## Mathematisches
- 1 Milliarde = 1.000.000.000 = 109; die Milliarde ist also eine Zehnerpotenz (Stufenzahl) mit dem Exponenten 9.
- 1 Milliarde = 1000 · 1000 · 1000 = 10003; damit ist die Milliarde eine Kubikzahl.
- 1 Milliarde ist eine gerade Zahl.

### Teiler
Die Faktorisierung ist {\displaystyle 2^{9}\cdot 5^{9}}. Daraus ergeben sich {\displaystyle (9+1)\cdot (9+1)}, also {\displaystyle (10\cdot 10=100)} Möglichkeiten, eine Zweierpotenz ( {\displaystyle 2^{0}} bis {\displaystyle 2^{9}}) mit einer Potenz von fünf ( {\displaystyle 5^{0}} bis {\displaystyle 5^{9}}) zu multiplizieren. Die Zahl 1.000.000.000 hat damit genau folgende 100 Teiler:
1, 2, 4, 5, 8, 10, 16, 20, 25, 32, 40, 50, 64, 80, 100, 125, 128, 160, 200, 250, 256, 320, 400, 500, 512, 625, 640, 800, 1.000, 1.250, 1.280, 1.600, 2.000, 2.500, 2.560, 3.125, 3.200, 4.000, 5.000, 6.250, 6.400, 8.000, 10.000, 12.500, 12.800, 15.625, 16.000, 20.000, 25.000, 31.250, 32.000, 40.000, 50.000, 62.500, 64.000, 78.125, 80.000, 100.000, 125.000, 156.250, 160.000, 200.000, 250.000, 312.500, 320.000, 390.625, 400.000, 500.000, 625.000, 781.250, 800.000, 1.000.000, 1.250.000, 1.562.500, 1.600.000, 1.953.125, 2.000.000, 2.500.000, 3.125.000, 3.906.250, 4.000.000, 5.000.000, 6.250.000, 7.812.500, 8.000.000, 10.000.000, 12.500.000, 15.625.000, 20.000.000, 25.000.000, 31.250.000, 40.000.000, 50.000.000, 62.500.000, 100.000.000, 125.000.000, 200.000.000, 250.000.000, 500.000.000, 1.000.000.000

## Vorsätze für Maßeinheiten
Bezieht man sich auf Maßeinheiten, dann bezeichnet man das Milliardenfache der Maßeinheit mit dem Präfix Giga (abgekürzt: G), wohingegen der milliardste Teil (10−9) mit Nano (abgekürzt: n) bezeichnet wird. Beispielsweise ist ein Nanometer (nm) ein milliardstel Meter (10−9 m).
Auch beim Bezug auf die Maßeinheit Byte in der Informatik wird heute die Bezeichnung Gigabyte (abgekürzt: GB) im Sinne von genau einer Milliarde Byte verstanden. Das sind 109 Byte und nicht 230 = 1.073.741.842 Byte, was eine Milliarde Byte um mehr als sieben Prozent überschreitet. Zur Benennung von 230 Byte wird heute die Bezeichnung Gibibyte (GiB) nahegelegt; Gibi (Gi) ist ein Binärpräfix, während Giga (G) ein Dezimalpräfix ist.

## Unterschied zum amerikanischen Englisch
Im amerikanischen Sprachraum heißt Milliarde billion (oft abgekürzt als b oder bn). Diese ist von der deutschen Billion, die 1000 Milliarden ist, zu unterscheiden. Solche begrifflichen Unterschiede werden als falsche Freunde bezeichnet.

## Veranschaulichungsbeispiele für eine Milliarde
- Eine Veranschaulichung der Zahl liefert das Beispiel eines Würfels mit einem Meter Kantenlänge, der in kleine Würfel von einem Millimeter Kantenlänge unterteilt wird – in die jeweils etwa eine durchschnittlich große Kugel der Spitze eines Kugelschreibers passt. Da ein Meter eintausend Millimeter umfasst, passen in den Würfel angenähert 1000 (Breite) × 1000 (Länge) × 1000 (Höhe) dieser Kugeln bzw. kleinen Würfel, was einer Milliarde entspricht (wobei das Zusammenrutschen der Kugeln durch die Kugelpackung in diesem vereinfachten Beispiel vernachlässigt ist). Diese eine Milliarde Kügelchen aus rostfreiem Stahl wiegen pro Stück bei einer typischen Dichte des Stahls von 8 g/cm³ etwa 4,2 Milligramm,[6] was eine Gesamtmasse der einen Milliarde Kugeln von rund 4,2 Tonnen ergibt, etwa das Gewicht von zwei bis drei durchschnittlichen Pkw. Aneinandergereiht wie eine Perlenkette würden die Kügelchen eine Kette von einer Milliarde Millimeter oder 1000 Kilometer ergeben, etwas länger als die Entfernung von München nach Rom.[7] Dicht in einer Ebene aneinandergelegt, würden die Kügelchen eine Fläche von 1000 Quadratmeter bedecken (z. B. 50 m lang und 20 m breit), fast so groß wie die Wasseroberfläche eines olympischen Schwimmbeckens (50 m lang, 25 m breit).
- Etwa 4,6 Liter Wasser, das sind zirka 3 große 1,5 l Getränkeflaschen, bestehen ungefähr aus 1 Million Wassertropfen. 1 Milliarde Wassertropfen entsprechen bereits 4.600 Liter, was etwas mehr als 25 Badewannen Füllungen sind[8] (gerechnet mit der durchschnittlichen Badewannegröße von 180 Litern[9]).
- Angenommen man benötigt 1 Sekunde um 1 € in ein Sparschwein zu stecken: Für 1.000 € würde man 16 Minuten und 40 Sekunden benötigen, für 1 Million Euro 11 Tage, 13 Stunden und 47 Minuten, aber für eine Milliarde Euro 11.574 Tage. Das entspricht fast 32 Jahren (31 Jahre und 259 Tage).[10]
- Angenommen, jemand ist Milliardär und verfügt über 30 Milliarden Euro. Dann könnte die Person bei einer durchschnittlichen Lebenserwartung von 82 Jahren jeden einzelnen Tag in ihrem Leben eine Million Euro ausgeben (Berechnung: 82 Jahre decken ca. 20 Schaltjahre ab; also 82 minus 20 = 62 reguläre Jahre; das heißt: 62 × 365 + 20 × 366 = 29.950 Tage -> 29.950 × 1.000.000 = 29.950.000.000 = ca. 30 Milliarden). Ein Millionär hingegen, der über 30 Millionen Euro verfügt und jeden Tag eine Million Euro ausgibt, wäre nach einem Monat pleite.
- Eine Million ist 0,1 % einer Milliarde (Berechnung: Prozent [p] = Division durch Ganzes mal 100 = 1.000.000 / 1.000.000.000 * 100 = 0,001 * 100 = 0,1).
- Das Licht ist etwa eine Milliarde km/h schnell. (Die Umrechnung von [m/s] in [km/h]: 1 Meter [m] entspricht 1/1000 Kilometer [km], 1 Sekunde [s] entspricht 1/3600 Stunde [h]. Der Umrechnungsfaktor ergibt sich aus 1/1000 des Kehrwerts von 1/3600, das ist 3,6. Nach SI ist das Licht 299.792.458 [m/s] oder etwa 300.000.000 [m/s] schnell. In Stundenkilometer umgerechnet beträgt die Lichtgeschwindigkeit 1.079.252.848,8 [km/h] oder etwa 1.080.000.000 [km/h]. (Die Umrechnung: Lichtgeschwindigkeit in [m/s] mal 3,6 = Lichtgeschwindigkeit in [km/h])